# Public Enemy/Diskografie
Diese Diskografie ist eine Übersicht über die musikalischen Werke der US-amerikanischen Hip-Hop-Formation Public Enemy. Den Schallplattenauszeichnungen zufolge hat sie bisher mehr als sechs Millionen Tonträger verkauft, davon alleine in ihrer Heimat über fünf Millionen. Ihre erfolgreichste Veröffentlichung ist das Studioalbum Fear of a Black Planet mit über 1,1 Millionen verkauften Einheiten.

## Alben

### Studioalben
| Jahr | Titel                                                        | Höchstplatzierung, Gesamtwochen, AuszeichnungChartplatzierungen (Jahr, Titel, Platzierungen, Wochen, Auszeichnungen, Anmerkungen) | Höchstplatzierung, Gesamtwochen, AuszeichnungChartplatzierungen (Jahr, Titel, Platzierungen, Wochen, Auszeichnungen, Anmerkungen) | Höchstplatzierung, Gesamtwochen, AuszeichnungChartplatzierungen (Jahr, Titel, Platzierungen, Wochen, Auszeichnungen, Anmerkungen) | Höchstplatzierung, Gesamtwochen, AuszeichnungChartplatzierungen (Jahr, Titel, Platzierungen, Wochen, Auszeichnungen, Anmerkungen) | Höchstplatzierung, Gesamtwochen, AuszeichnungChartplatzierungen (Jahr, Titel, Platzierungen, Wochen, Auszeichnungen, Anmerkungen) | Anmerkungen                                                  |
| Jahr | Titel                                                        | DE | AT | CH | UK | US | Anmerkungen                                                  |
| ---- | ------------------------------------------------------------ | --- | --- | --- | --- | --- | ------------------------------------------------------------ |
| 1987 | Yo! Bum Rush the Show                                        | — | — | — | — | US125 Gold · (12 Wo.)US | Erstveröffentlichung: 10. Februar 1987 Verkäufe : + 500.000  |
| 1988 | It Takes a Nation of Millions to Hold Us Back                | — | — | — | UK8 Gold · (9 Wo.)UK | US42 Platin · (51 Wo.)US | Erstveröffentlichung: 28. Juni 1988 Verkäufe : + 1.100.000   |
| 1990 | Fear of a Black Planet                                       | DE30 (17 Wo.)DE | — | CH19 (5 Wo.)CH | UK4 Gold · (10 Wo.)UK | US10 Platin · (27 Wo.)US | Erstveröffentlichung: 10. April 1990 Verkäufe : + 1.160.000  |
| 1991 | Apocalypse 91…The Enemy Strikes Black                        | DE38 (10 Wo.)DE | — | CH33 (2 Wo.)CH | UK8 Silber · (7 Wo.)UK | US4 Platin · (37 Wo.)US | Erstveröffentlichung: 1. Oktober 1991 Verkäufe : + 1.110.000 |
| 1994 | Muse Sick-n-Hour Mess Age                                    | DE25 (9 Wo.)DE | AT27 (3 Wo.)AT | CH22 (7 Wo.)CH | UK12 (4 Wo.)UK | US14 Gold · (8 Wo.)US | Erstveröffentlichung: 23. August 1994 Verkäufe : + 500.000   |
| 1999 | There’s a Poison Goin’ On                                    | DE66 (4 Wo.)DE | — | — | UK55 (1 Wo.)UK | — | Erstveröffentlichung: 20. Juli 1999                          |
| 2002 | Revolverlution                                               | — | — | — | — | US110 (4 Wo.)US | Erstveröffentlichung: 23. Juli 2002                          |
| 2005 | New Whirl Odor                                               | — | — | — | — | — | Erstveröffentlichung: 1. November 2005                       |
| 2006 | Rebirth of a Nation                                          | — | — | — | — | US180 (1 Wo.)US | Erstveröffentlichung: 7. März 2006 mit Paris                 |
| 2007 | How You Sell Soul to a Soulless People Who Sold Their Soul ? | — | — | — | — | — | Erstveröffentlichung: 7. August 2007                         |
| 2012 | Most of My Heroes Still Don’t Appear on No Stamp             | — | — | — | — | — | Erstveröffentlichung: 13. Juli 2012                          |
| 2012 | The Evil Empire of Everything                                | — | — | — | — | — | Erstveröffentlichung: 1. Oktober 2012                        |
| 2015 | Man Plans God Laughs                                         | — | — | — | — | — | Erstveröffentlichung: 27. Juli 2015                          |
| 2017 | Nothing Is Quick in the Desert                               | — | — | — | — | — | Erstveröffentlichung: 29. Juni 2017                          |
| 2020 | What You Gonna Do When the Grid Goes Down?                   | DE81 (1 Wo.)DE | — | CH37 (1 Wo.)CH | UK100 (1 Wo.)UK | — | Erstveröffentlichung: 25. September 2020                     |

### Livealben
- 2005: It Takes a Nation: The First London Invasion Tour 1987
- 2006: MKL VF KWR – Revolverlution Tour Manchester UK 2003
- 2007: Fight the Power: Greatest Hits Live!

### Kompilationen
| Jahr | Titel                                                           | Höchstplatzierung, Gesamtwochen, AuszeichnungChartplatzierungen (Jahr, Titel, Platzierungen, Wochen, Auszeichnungen, Anmerkungen) | Höchstplatzierung, Gesamtwochen, AuszeichnungChartplatzierungen (Jahr, Titel, Platzierungen, Wochen, Auszeichnungen, Anmerkungen) | Höchstplatzierung, Gesamtwochen, AuszeichnungChartplatzierungen (Jahr, Titel, Platzierungen, Wochen, Auszeichnungen, Anmerkungen) | Höchstplatzierung, Gesamtwochen, AuszeichnungChartplatzierungen (Jahr, Titel, Platzierungen, Wochen, Auszeichnungen, Anmerkungen) | Höchstplatzierung, Gesamtwochen, AuszeichnungChartplatzierungen (Jahr, Titel, Platzierungen, Wochen, Auszeichnungen, Anmerkungen) | Anmerkungen                                                  |
| Jahr | Titel                                                           | DE | AT | CH | UK | US | Anmerkungen                                                  |
| ---- | --------------------------------------------------------------- | --- | --- | --- | --- | --- | ------------------------------------------------------------ |
| 1992 | Greatest Misses                                                 | DE53 (8 Wo.)DE | — | — | UK14 (3 Wo.)UK | US13 Gold · (14 Wo.)US | Erstveröffentlichung: 15. September 1992 Verkäufe: + 500.000 |
| 2005 | Power to the People and the Beats: Public Enemy’s Greatest Hits | — | — | — | UK39 Silber · (4 Wo.)UK | US69 (1 Wo.)US | Erstveröffentlichung: 2. August 2005                         |

Weitere Kompilationen
- 2001: 20th Century Masters – The Millennium Collection: The Best of Public Enemy
- 2006: Beats and Places
- 2013: Planet Earth: The Rock and Roll Hall of Fame Greatest Rap Hits

### Remixalben
- 2006: Bring That Beat Back
- 2007: Remix of a Nation (mit Paris)

### Soundtracks
| Jahr | Titel       | Höchstplatzierung, Gesamtwochen, AuszeichnungChartplatzierungen (Jahr, Titel, Platzierungen, Wochen, Auszeichnungen, Anmerkungen) | Höchstplatzierung, Gesamtwochen, AuszeichnungChartplatzierungen (Jahr, Titel, Platzierungen, Wochen, Auszeichnungen, Anmerkungen) | Höchstplatzierung, Gesamtwochen, AuszeichnungChartplatzierungen (Jahr, Titel, Platzierungen, Wochen, Auszeichnungen, Anmerkungen) | Höchstplatzierung, Gesamtwochen, AuszeichnungChartplatzierungen (Jahr, Titel, Platzierungen, Wochen, Auszeichnungen, Anmerkungen) | Höchstplatzierung, Gesamtwochen, AuszeichnungChartplatzierungen (Jahr, Titel, Platzierungen, Wochen, Auszeichnungen, Anmerkungen) | Anmerkungen                          |
| Jahr | Titel       | DE | AT | CH | UK | US | Anmerkungen                          |
| ---- | ----------- | --- | --- | --- | --- | --- | ------------------------------------ |
| 1998 | He Got Game | DE81 (5 Wo.)DE | — | — | UK50 (4 Wo.)UK | US26 (10 Wo.)US | Erstveröffentlichung: 21. April 1998 |

## Singles
| Jahr | Titel Album                                                                         | Höchstplatzierung, Gesamtwochen, AuszeichnungChartplatzierungen (Jahr, Titel, Album, Platzierungen, Wochen, Auszeichnungen, Anmerkungen) | Höchstplatzierung, Gesamtwochen, AuszeichnungChartplatzierungen (Jahr, Titel, Album, Platzierungen, Wochen, Auszeichnungen, Anmerkungen) | Höchstplatzierung, Gesamtwochen, AuszeichnungChartplatzierungen (Jahr, Titel, Album, Platzierungen, Wochen, Auszeichnungen, Anmerkungen) | Höchstplatzierung, Gesamtwochen, AuszeichnungChartplatzierungen (Jahr, Titel, Album, Platzierungen, Wochen, Auszeichnungen, Anmerkungen) | Höchstplatzierung, Gesamtwochen, AuszeichnungChartplatzierungen (Jahr, Titel, Album, Platzierungen, Wochen, Auszeichnungen, Anmerkungen) | Anmerkungen                                                  |
| Jahr | Titel Album                                                                         | DE | AT | CH | UK | US | Anmerkungen                                                  |
| ---- | ----------------------------------------------------------------------------------- | --- | --- | --- | --- | --- | ------------------------------------------------------------ |
| 1987 | You’re Gonna Get Yours Yo! Bum Rush the Show                                        | — | — | — | UK88 (2 Wo.)UK | — | Erstveröffentlichung: Mai 1987                               |
| 1987 | Rebel Without a Pause It Takes a Nation of Millions to Hold Us Back                 | — | — | — | UK37 (8 Wo.)UK | — | Erstveröffentlichung: Juli 1987                              |
| 1988 | Bring the Noise It Takes a Nation of Millions to Hold Us Back                       | — | — | — | UK32 (5 Wo.)UK | — | Erstveröffentlichung: 6. Februar 1988                        |
| 1988 | Don’t Believe the Hype It Takes a Nation of Millions to Hold Us Back                | — | — | — | UK18 (5 Wo.)UK | — | Erstveröffentlichung: Juni 1988                              |
| 1988 | Night of the Living Baseheads It Takes a Nation of Millions to Hold Us Back         | — | — | — | UK63 (2 Wo.)UK | — | Erstveröffentlichung: Oktober 1988                           |
| 1989 | Fight the Power Fear of a Black Planet                                              | — | — | — | UK29 (5 Wo.)UK | — | Erstveröffentlichung: 4. Juli 1989                           |
| 1990 | Welcome to the Terrordome Fear of a Black Planet                                    | — | — | — | UK18 (4 Wo.)UK | — | Erstveröffentlichung: Januar 1990                            |
| 1990 | 911 Is a Joke Fear of a Black Planet                                                | — | — | CH25 (1 Wo.)CH | UK41 (3 Wo.)UK | — | Erstveröffentlichung: April 1990                             |
| 1990 | Brothers Gonna Work It Out Fear of a Black Planet                                   | — | — | — | UK46 (2 Wo.)UK | — | Erstveröffentlichung: Juni 1990                              |
| 1990 | Can’t Do Nuttin’ for Ya Man Fear of a Black Planet                                  | — | — | — | UK53 (2 Wo.)UK | — | Erstveröffentlichung: Oktober 1990                           |
| 1991 | Can’t Truss It Apocalypse 91…The Enemy Strikes Black                                | — | — | — | UK22 (4 Wo.)UK | US50 Gold · (15 Wo.)US | Erstveröffentlichung: 24. September 1991 Verkäufe: + 500.000 |
| 1992 | Shut ’Em Down Apocalypse 91…The Enemy Strikes Black                                 | — | — | — | UK21 (3 Wo.)UK | — | Erstveröffentlichung: 3. Januar 1992                         |
| 1992 | Nighttrain Apocalypse 91…The Enemy Strikes Black                                    | — | — | — | UK55 (2 Wo.)UK | — | Erstveröffentlichung: 3. März 1992                           |
| 1994 | Give It Up Muse Sick-n-Hour Mess Age                                                | — | — | CH37 (5 Wo.)CH | UK18 (3 Wo.)UK | US33 (14 Wo.)US | Erstveröffentlichung: Juli 1994                              |
| 1994 | I Stand Accused / What Kind of Power We Got? Muse Sick-n-Hour Mess Age              | — | — | — | UK77 (1 Wo.)UK | — | Erstveröffentlichung: Dezember 1994                          |
| 1995 | So Whatcha Gonna Do Now? Muse Sick-n-Hour Mess Age                                  | — | — | — | UK50 (2 Wo.)UK | — | Erstveröffentlichung: Juli 1995                              |
| 1998 | He Got Game                                                                         | DE70 (7 Wo.)DE | — | — | UK16 (4 Wo.)UK | — | Erstveröffentlichung: 2. Mai 1998 feat. Stephen Stills       |
| 1999 | Do You Wanna Go Our Way??? There’s a Poison Goin’ On                                | — | — | — | UK66 (2 Wo.)UK | — | Erstveröffentlichung: September 1999                         |
| 2007 | Harder Than You Think How You Sell Soul to a Soulless People Who Sold Their Soul??? | — | — | — | UK4 Platin · (14 Wo.)UK | — | Erstveröffentlichung: August 2007                            |

Weitere Singles
- 1987: Public Enemy No. 1
- 1989: Black Steel in the Hour of Chaos
- 1992: Hazy Shade of Criminal
- 1992: Louder Than a Bomb
- 1998: Resurrection (feat. Master Killa)
- 1998: Shake Your Booty
- 2002: Give the Peeps What They Need
- 2003: Son of a Bush
- 2004: Make Love Fuck War (mit Moby)
- 2005: Bring That Beat Back
- 2005: Can’t Hold Us Back (feat. Paris, Dead Prez and Kam)
- 2005: Hell No We Ain't All Right! (feat. Paris)
- 2006: Ali Rap Theme
- 2007: Amerikan Gangster (feat. E.Infinite)
- 2007: Black Is Back
- 2008: Rise
- 2008: They Call Me Flavor (feat. Paris)
- 2010: Say It Like It Really Is
- 2012: I Shall Not Be Moved
- 2015: Man Plans God Laughs
- 2020: State of the Union (feat. DJ Premier)
- 2020: Fight the Power: Remix 2020 (feat. Nas, Rapsody, Black Thought, Jahi, YG and Questlove)

## Videoalben
- 1989: Fight the Power… Live! (US: Gold)
- 1991: Tour of a Black Planet
- 1992: The Enemy Strikes Live
- 2005: It Takes a Nation: The First London Invasion Tour 1987

## Statistik

### Chartauswertung
|                     | DE    | AT    | CH    | UK    | US     |
| ------------------- | ----- | ----- | ----- | ----- | ------ |
| Nummer-eins-Alben   | DE—DE | AT—AT | CH—CH | UK—UK | US—US  |
| Top-10-Alben        | DE—DE | AT—AT | CH—CH | UK3UK | US2US  |
| Alben in den Charts | DE7DE | AT1AT | CH4CH | UK9UK | US10US |

|                       | DE    | AT    | CH    | UK     | US    |
| --------------------- | ----- | ----- | ----- | ------ | ----- |
| Nummer-eins-Singles   | DE—DE | AT—AT | CH—CH | UK—UK  | US—US |
| Top-10-Singles        | DE—DE | AT—AT | CH—CH | UK1UK  | US—US |
| Singles in den Charts | DE1DE | AT—AT | CH2CH | UK19UK | US2US |

### Auszeichnungen für Musikverkäufe
| Goldene Schallplatte - Kanada - 1990: für das Album Fear of a Black Planet - 1991: für das Album Apocalypse 91…The Enemy Strikes Black - Neuseeland - 1990: für das Album Fear of a Black Planet |

Anmerkung: Auszeichnungen in Ländern aus den Charttabellen bzw. Chartboxen sind in ebendiesen zu finden.
| Land/RegionAuszeichnungen für Musikverkäufe (Land/Region, Auszeichnungen, Verkäufe, Quellen) | Silber     | Gold       | Platin     | Verkäufe  | Quellen         |
| -------------------------------------------------------------------------------------------- | ---------- | ---------- | ---------- | --------- | --------------- |
| Kanada (MC)                                                                                  | —          | 2× Gold2   | —          | 100.000   | musiccanada.com |
| Neuseeland (RMNZ)                                                                            | —          | Gold1      | —          | 10.000    | Einzelnachweise |
| Vereinigte Staaten (RIAA)                                                                    | —          | 5× Gold5   | 3× Platin3 | 5.050.000 | riaa.com        |
| Vereinigtes Königreich (BPI)                                                                 | 2× Silber2 | 2× Gold2   | Platin1    | 920.000   | bpi.co.uk       |
| Insgesamt                                                                                    | 2× Silber2 | 10× Gold10 | 4× Platin4 |           |                 |